# Kgagodi
Kgagodi – wieś w Botswanie w dystrykcie Central. Według spisu ludności z 2011 roku wieś liczyła 1756 mieszkańców.